# 1984 AU
1984 AU är en asteroid i huvudbältet som upptäcktes den 8 januari 1984 av den amerikanska astronomen Joe Wagner vid Anderson Mesa Station.
Asteroiden har en diameter på ungefär 6 kilometer.